# Налоговая амнистия
Налоговая амнистия — предоставление налогоплательщикам права уплатить налоги, по которым истекли установленные законодательством сроки платежей, без штрафных санкций или иных форм наказания.
Как правило, для налоговой амнистии характерны следующие признаки:
- Одномоментность, то есть государство предоставляет право легализовать свои доходы единоразово и за определённый промежуток времени.
- Цель налоговой амнистии состоит не в пополнении бюджета, а в переходе на правовую базу в отношениях налогоплательщиков и государства.
- Для проведения налоговой амнистии должны существовать объективные предпосылки; как правило, это несовершенство налоговой системы за тот период, когда проводится налоговая амнистия.
- Легализация собственности, за которую уплачен налог и отказ государства от правового преследования нарушителей.

## Исторические примеры в Российской Федерации
Налоговая амнистия 2014 года
Цель:  
Обеспечить легализацию зарубежных активов и заработать дополнительные поступления в бюджет, снизить объем неучтенных доходов и имущества.
Особенности:    
- Предоставление льготных условий для физлиц и юридических лиц.    
- Возможность задекларировать активы, размещённые за рубежом, по пониженной ставке налога — 13% или 6%, в зависимости от ситуации.    
- Период проведения — 2014 год.    
- Предусматривались легальные схемы для добровольной публикации и уплаты налогов по скрытым доходам без штрафных санкций.  